# توم دافي
توم دافي (بالإنجليزية: Tom Davey)‏ هو لاعب كرة قدم أسترالية أسترالي، ولد في 30 مارس 1876 في ساوث ملبورن في أستراليا، وتوفي بنفس المكان في 4 سبتمبر 1907.

## وصلات خارجية
- توم دافي على موقع AustralianFootball.com (الإنجليزية)
- توم دافي على موقع AFLtables.com (الإنجليزية)